# Mdewakanton

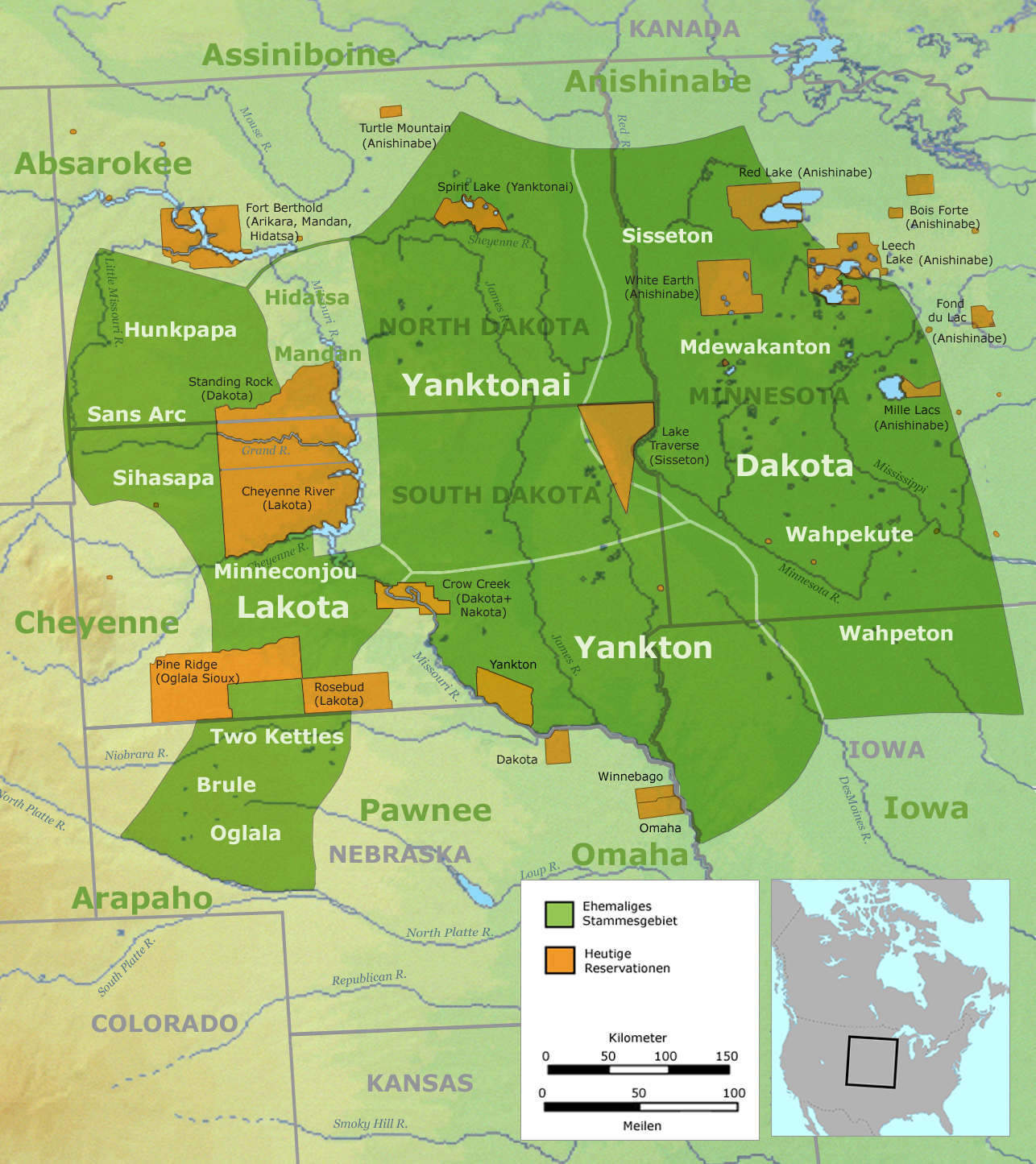
Ehemalige Stammesgebiete der Sioux-Gruppen: der Dakota (inklusive der Mdewakanton), der benachbarten Nakota (Yanktonai und Yankton) sowie Lakota-Stämme und heutige Reservationen

Die Mdewakanton (sprich: M'DAY-wah-kahn-tahn, auch Mdewakantowan oder Bdewákaŋthuŋwaŋ - ‘Dwellers of the Spirit Lake’) sind einer der vier Unterstämme der Dakota (Östliche Dakota), die die östlichste Dialekt- und Stammesgruppe der Sioux aus der Sioux-Sprachfamilie bilden. Man vermutet, dass die Mdewakanton den Originalstamm bildeten, von dem sich die anderen drei Dakota-Stämme, die Sisíthuŋwaŋ oder Sisseton, die Waȟpéthuŋwaŋ oder Wahpeton und die Waȟpékhute oder Wahpekute, irgendwann getrennt haben.
Sprachlich unterteilten sich die Östlichen Dakota in zwei Gruppen:
- Santee (von Isáŋyáthi - ‘Knife Makers’)
  - Mdewakanton oder Bdewákhathuŋwaŋ (‘Dwellers of the Spirit Lake’,[1] abgel. von der Dakhótiyapi (Santee-Sisseton) -Bezeichnung Mde wakan für den Mille Lacs Lake - dt. ‘Geistersee’)
  - Wahpekute (von Waȟpékhute - ‘Shooters Among the Trees’, nomadisierende Gruppe, daher fehlt der Namenszusatz thuŋwaŋ oder towan - ‘Dorf’, ‘Siedler’[2])
- Sisseton (von Sisíthuŋwaŋ - ‘Dwellers in the Swamps’, ‘Fish Ground Dwellers’, ‘Marsh Dwellers’)[3]
  - Sisseton oder Sisíthuŋwaŋ
  - Wahpeton (von Waȟpéthuŋwaŋ - ‘Dwellers Among the Leaves’)

Einst wurden nur die Mdewakanton und später die eng verwandten und verbündeten Wahpekute als Santee bezeichnet, später übertrug man diese Bezeichnung auf alle Stämme der Östlichen Dakota, so dass man heute unter Santee meistens die ganze Stammesgruppe versteht. Dies verdeutlicht nochmals die große Bedeutung innerhalb der Dakota, die die Mdewakanton (in enger Verbindung mit den Wahpekute) ursprünglich besaßen.
Die Santee-Dakota sind hierbei von dem östlichen Sioux-Stamm der Santee in South Carolina zu unterscheiden.
Lewis und Clark schätzten sie 1804 auf etwa 1.200 Stammesangehörige.

## Stämme der Mdewakanton
Die Mdewakanton unterteilten sich einst in mehrere Gruppen (Thiyóšpaye, engl. bands), die wiederum aus mehreren tiwahe (engl. Camps oder family circle) bestanden. Heute existieren allerdings nur noch die ersten vier gelisteten Thiyóšpaye:
- Kiyuska (‘violators of custom’, ‘rule breakers’, da sie endogam innerhalb der Gruppe heirateten, um ihre Blutlinie rein zu halten)
- Kaposia oder Kapozha
- Pinisha
- Reyata otonwa
- Matantonwan
- Kheyataotonwe
- Taoapa
- Wakpaatonwedan
  - Oyateshicha
  - Titonwan oder Tintaotonwe
- Ohanhanska
  - Tacanhpisapa
  - Anoginajin
- Khemnichan
- Magayuteshni
- Mahpiyamaza
- Mahpiyawichasta
- Khemnichan

Ursprünglich bildeten sieben Stämme der Sioux eine Allianz, die sie Oceti Sakowin oder Očhéthi Šakówiŋ (‘Das Feuer der sieben Stämme’, ‘Die sieben Ratsfeuer’) nannten. Zu den Očhéthi Šakówiŋ gehörten neben den oben genannten vier Dakota-Stämmen die zur Nakota-Stammesgruppe gehörenden Yankton (Iháŋkthuŋwaŋ) und Yanktonai (Iháŋkthuŋwaŋna) sowie als größte Gruppe die Lakota (oft auch als Teton bezeichnet, abgeleitet von Thítȟuŋwaŋ - ‘Dwellers of the Plains’).
Die Mdewakanton waren bis zum Aufstand der Östlichen Dakota 1862 in Minnesota der führende Stamm der Očhéthi Šakówiŋ, mussten aber als Folge der Niederlage, bei der sie große Verluste an Menschen und Kampfkraft erlitten, ihre Stellung innerhalb der Allianz an die größte Gruppe der Teton, den Oglala, abtreten.

## Wohngebiet
Ursprünglich lebten sie gemeinsam mit anderen Sioux südlich und westlich des Michigansees, wurden aber von Algonkinstämmen nach Westen verdrängt, so dass sie im 19. Jahrhundert am oberen Mississippi River, entlang des Minnesota River, im Minnesota River Valley (in Dakota: Cansa’yapi - ‘da, wo sie die Bäume rot markieren’) und Mille Lacs Lake (in Dakota: Mde wakan - ‘Spirit Lake’, dt. ‘Geistersee’) im mittleren Minnesota (in Dakota: Mini Sota Makoce - ‘Land of Clouded Water’ - ‘Land des wolkigen, rauchenden Wassers’, sprich: Mi-NEE-SHO-tah-mah-KO-chay) lebten. Von ihren Siedlungen am See leitete sich auch ihre Stammesbezeichnung als  Bdewákaŋthuŋwaŋ oder Mde wakan ed otunwahe ab (‘Dwellers/People of the Spirit Lake’ - ‘Volk, das am Geistersee’ lebt) ab.

## Kultur und Lebensweise
Sie gehörten zur Kultur des nordöstliches Waldlands und bewohnten im Frühjahr und Sommer ortsfeste Siedlungen, von denen aus die Männer jagten (Hirsche, Rehe, Niederwild und Bisons) und fischten, während die Frauen für den Anbau von Mais, Bohnen, Squash und Tabak zuständig waren und Wildreis sammelten. Zum Süßen ihrer Speisen benutzten sie den Zucker aus dem Ahornsirup. Meistens wohnten sie in Wigwams, benutzten auf der Jagd aber auch manchmal das Tipi. Die Mdewakanton sowie die übrigen östlichen Dakota ähnelten kulturell daher den feindlichen Algonkin mehr als ihren westlichen Verwandten, den Lakota (Teton) und Nakota (Yankton, Yanktonai, Assiniboine, Stoney).

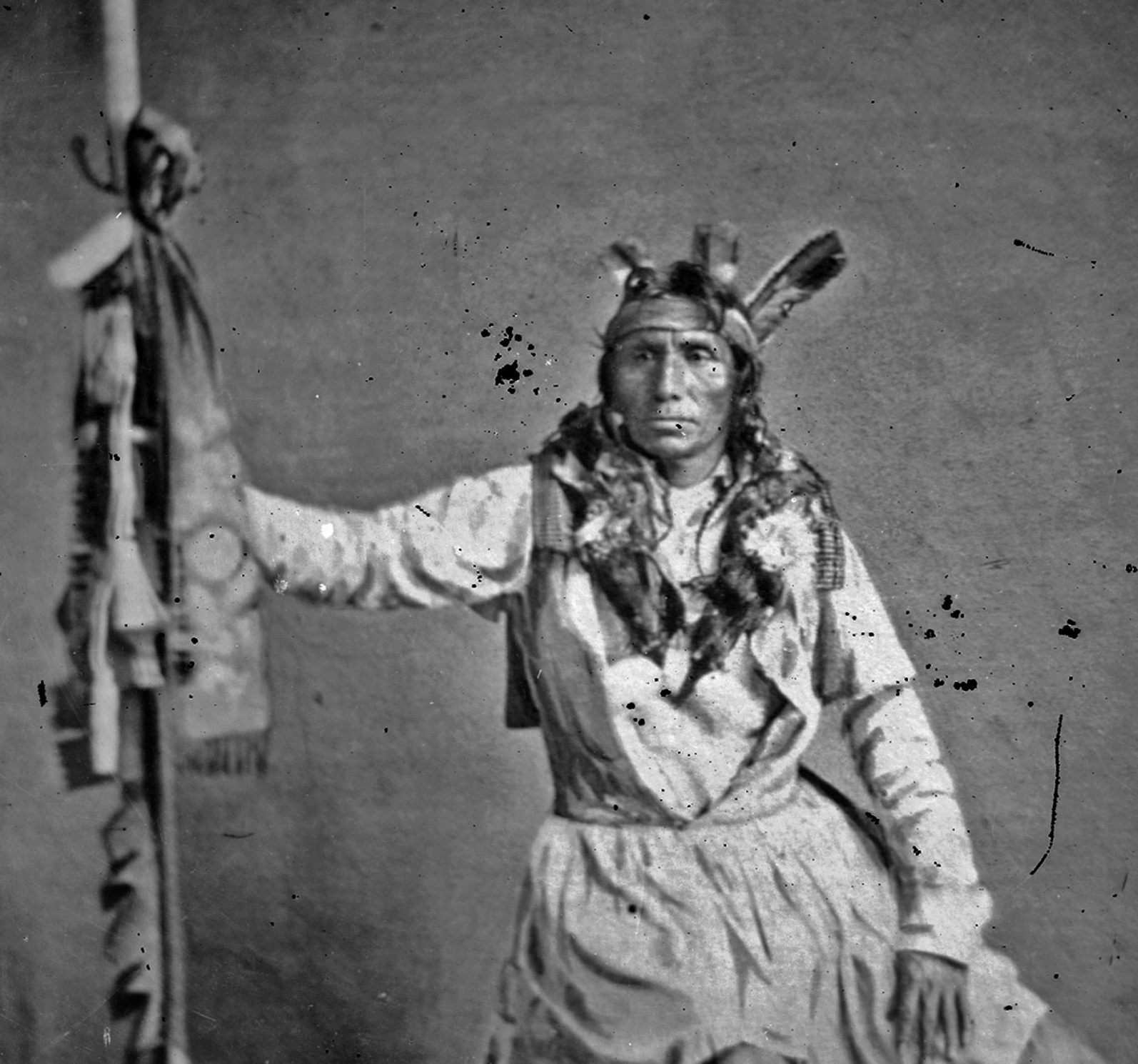
Little Crow, eigentlich Taoyateduta

## Geschichte
Die geographische Lage ihres Wohngebiets hatte zur Folge, dass sie als erste Sioux von eindringenden amerikanischen Siedlern verdrängt wurden. In Mendota (Minnesota) wurde am 5. April 1851 ein Vertrag unterzeichnet, in dem die Dakota der Regierung der Vereinigten Staaten einen Großteil ihres Stammesgebiets überließen. Als Gegenleistung sollten sie Geld und Lebensmittel erhalten. Als Reservation blieb den Mdewakanton nur ein schmaler Landstreifen am Minnesota River. Einer der Unterzeichner des Vertrages von Mendota war Little Crow, der Oberhäuptling der Mdewakanton.
Der Amerikanische Bürgerkrieg (1861–1865) führte zu Zahlungsschwierigkeiten und löste eine Hungersnot bei den Dakota aus. Ein Teil der Mdewakanton verließ die Reservation und überfiel weiße Siedler in Minnesota, von denen insgesamt 450 ihr Leben verloren. Eine hastig zusammengestellte Miliz unter Colonel Henry Sibley konnte die aufständischen Dakota schließlich am 23. September 1862, vier Wochen nach Beginn des Konflikts, beim Wood Lake besiegen. 2.000 Indianer ergaben sich den Amerikanern, die 392 Krieger vor Gericht stellten und in einem Schnellverfahren 307 von ihnen zum Tod verurteilten. Bischof Henry B. Whipple aus Minnesota reiste daraufhin nach Washington, um bei Präsident Abraham Lincoln um Gnade zu bitten. Nach eingehender Prüfung wandelte Lincoln die meisten Todesurteile in Haftstrafen um. Nur bei 38 Fällen, in denen Mord oder Vergewaltigung nachgewiesen worden war, blieb die Todesstrafe bestehen. Am 26. Dezember 1862 wurden 38 Dakota-Krieger zu eigens für diesen Zweck in Mendota errichteten Galgen geführt und gleichzeitig gehenkt. Es war die größte Massenhinrichtung der amerikanischen Geschichte.
Drei Anführer des Aufstands fehlten noch. Little Crow war nach North Dakota zu den Teton-Sioux geflohen. Zwei weitere Häuptlinge waren nach Kanada entkommen, später aber an die Vereinigten Staaten ausgeliefert und ebenfalls hingerichtet. Little Crow kam im folgenden Sommer nach Minnesota zurück und wurde beim Beerensuchen von einem Farmer hinterrücks erschossen.

## Heutige Stämme und First Nations der Mdewakanton
Die am Sioux-Aufstand unbeteiligten Mdewakanton wurden mit den Winnebago zusammen in die Crow Creek Indian Reservation in South Dakota umgesiedelt - später mussten die Winnebago weiter westwärts nach Nebraska umsiedeln. Heute besteht nur die Mendota Mdewakanton Dakota Community ausschließlich aus Mdewakanton, die anderen Reservationen oder Reservate in den USA und in Kanada teilen sie sich mit anderen Stammesgruppen der Sioux sowie mit Anishinabe und Cree:

### Stämme in den USA
Die Mdewakanton sind heute in folgenden auf Bundesebene anerkannten Stämmen (federally recognized tribes) organisiert und eingeschrieben:
Vereinigte Staaten - South Dakota
- Crow Creek Sioux Tribe (die Crow Creek Indian Reservation mit Verwaltungssitz in Fort Thompson umfasst ca. 1.092 km² und liegt in der Mitte South Dakotas entlang des Ostufers des Missouri River, am Westufer liegt die Lower Brule Reservation, Stammesgruppen: Dakota, Nakota, Stämme: Mdewakanton (People of Spirit Lake), Yankton (Ihanktonwan - People of the End) sowie einige Lower Yanktonai (Hunkpatina), Stammesmitglieder gesamt (Weiße und Indianer): 22.364 (davon 5.659 Sioux), hiervon leben 2.010, darunter 1.821 Sioux, im Reservat)
- Flandreau Santee Sioux Tribe[11] (die Flandreau Indian Reservation mit Verwaltungssitz Flandreau, South Dakota, umfasst ca. 10,11 km² Land entlang des Big Sioux River, Moody County, auf der Hochebene namens Coteau des Prairies im Südosten von South Dakota, Stammesgruppe: Dakota, Stämme: Mdewakanton, Wahpekute, Wahpeton, Stammesmitglieder gesamt (Weiße und Indianer): 6.904 (davon 1.401 Sioux), hiervon leben 418, darunter 371 Sioux, im Reservat)

Vereinigte Staaten - Minnesota
- Upper Sioux Community - Pejuhutazizi Oyate[12] (die heutige Bezeichnung als Upper Sioux rührt daher, dass die Sisseton und Wahpeton zusammen als upper bands der Dakota bezeichnet wurden, die Upper Sioux Indian Reservation (Pejuhutazizi Kapi - ‘The place where they dig for yellow medicine’) mit Verwaltungssitz ca. 8 km südlich von Granite Falls umfasst ca. 5,82 km² Fläche im Südwesten von Minnesota, Stammesgruppe: Dakota, Stämme: Sisseton, Wahpeton, Mdewakanton, Stammesmitglieder gesamt: 350, davon leben ca. 200 im Reservat)[13]
- Lower Sioux Indian Community[14] (die Bezeichnung als Lower Sioux rührt daher, dass die Mdewakanton and Wahpekute zusammen oft als die lower bands der Dakota bezeichnet wurden, die Lower Sioux Indian Reservation liegt im Minnesota River Valley (Cansa’yapi - ‘where they marked the trees red’), im Redwood County im mittleren Südwesten von Minnesota und umfasst ca. 7,05 km², jenseits des Minnesota Rivers befindet sich Birch Coulee, der Schauplatz der Niederlage einer kleinen Abteilung unter Major Joseph R. Brown am 2. September 1862 während des Sioux-Aufstands von 1862, Verwaltungssitz liegt ca. 3,20 km südlich von Morton, Stammesgruppe: Dakota, Stämme: Mdewakanton, Wahpekute, Stammesmitglieder gesamt: ca. 930, davon leben mehr als die Hälfte auf der Reservation)
- Shakopee Mdewakanton Sioux Community[15] (auch Shakopee Mdewakanton Dakota Community oder Shakopee Tribe, die Shakopee-Mdewakanton-Reservation (vormals: Prior Lake Indian Reservation) umfasst ca. 13,60 km² in den Städten Prior Lake und Shakopee, Scott County im Süden von Minnesota südlich des Minnesota Rivers, ca. 30 km südwestlich der Twin Cities, der Stamm wurde nach Häuptling Sakpe (sprich: ‘Shock-pay’ - Sechs) benannt, der Anführer eines tiwahe namens Teen-tah-o-tan-wa östlich der heutigen Stadt Shakopee war, Stammesgruppe: Dakota, Stämme: Mdewakanton, Wahpekute)
- Prairie Island Indian Community[16] (die Prairie Island Indian Community (Tinta Winta) liegt entlang der bewaldeten Ufer des Mississippi River und Vermillion River, in und in der Umgebung der Stadt Red Wing im Goodhue County im Südosten von Minnesota an der Grenze zu Wisconsin, zusätzlich besitzt der Stamm noch Land außerhalb der eigentlichen Reservation, wodurch sich die Größe des Stammeslandes auf ca. 4,32 km² fast verdoppelt: in Red Wing und im Welch Township, Goodhue County, sowie im Ravenna Township, östliches Dakota County, Stammesgruppe: Dakota, Stämme: Mdewakanton, Wahpekute, Stammesmitglieder gesamt: ca. 800, von denen ca. 200 auf der Reservation leben)
- Minnesota Chippewa Tribe[17] (meist Anishinabe (Chippewa in den USA, Ojibwe in Kanada genannt), viele mit Santee-Dakota-Abstammung, die jedoch heute sich als Ojibwe identifizieren, der Stamm unterteilt sich in sechs Bands, viele von den Ojibwe dominierten und inkorporierten Gruppen können im Allgemeinen durch die individuelle Odoodeman (Clans, singl. odoodem) identifiziert werden: dem Ma'iingan (Wolf Clan), Maanameg (Catfish Clan) und Nibiinaabe (Merman Clan, heute meist ein Clan der Winnebago) gehören oft Nachfahren von Mdewakanton und Wahpekute der Dakota an)
  - Bois Forte Band of Chippewa[18] (Zagaakwaandagowininiwag - ‘Men of the Thick Fir-woods’, meist falsch verkürzt zu Zagwaandagaawininiwag - ‘Men of the Thick Boughs’, einst eine Gruppe der Lake Superior Chippewa oder Gichigamiwininiwag)
  - Fond du Lac Band of Lake Superior Chippewa[19] (Wayekwaa-gichigamiing Gichigamiwininiwag - ‘Lake Superior Men at the far end of the Great Lake’)
  - Grand Portage Band of Chippewa[20] (einst eine Gruppe der historischen Großgruppe der Lake Superior Chippewa oder Gichigamiwininiwag)
  - Leech Lake Band of Ojibwe[21] (auch Leech Lake Band of Chippewa Indians, Leech Lake Band of Minnesota Chippewa Tribe oder Gaa-zagaskwaajimekaag Ojibweg)
  - Mille Lacs Band of Ojibwe[22] (auch Mille Lacs Band of Chippewa Indians (‘Misi-zaaga'igani Anishinaabeg’) oder Mille Lacs and Snake River Band of Chippewa (‘Misi-zaaga'iganiwininiwag’), stammen sowohl von Ojibwe als auch von Dakota ab, alle Trommeln der Mille Lacs Band sind Dakota-Ursprungs, die Gesänge und Melodien sind auch typisch für die Dakota, jedoch wurden die Texte in Ojibwe übersetzt und in dieser Sprache auch gesungen, alle Stammesmitglieder identifizieren sich heute als Ojibwe, auch die mit Dakota-Abstammung)
    - Mille Lacs Band of Mdewakanton Dakota (Mdewakanton und Wahpekute der Santee, die vor der Niederlage bei Kathio Historic District (Battle of Kathio) entlang dreier Seen (Ogechie, Shakopee und Onamia) am Oberlauf des Rum River (Wakpa Wahkon - ‘Spirit River’) sowie entlang des Südufers des Mille Lacs Lake (Mde Wahkon - ‘Spirit Lake’) lebten, die meisten Dakota zogen hiernach nach Süden und Westen, die zurückblieben, schlossen Frieden, identifizierten sich ab nun als Ojibwe, die Ojibwe übernahmen im Gegenzug die heiligen Gebräuche und Gesänge bezüglich des Mille Lacs Lake)[23]
    - Mille Lacs Band of Mississippi Chippewa (einst eine Gruppe der mächtigen Mississippi River Band of Chippewa Indians oder Gichi-ziibiwininiwag)
    - Mille Lacs Band of Border-sitter Chippewa (auch St. Croix Chippewa Indians of Minnesota, einst eine Gruppe der historischen St. Croix Band of Lake Superior Chippewa (Manoominikeshiinyag - ‘Ricing Rails’), einer Gruppe der Border Sitters (‘Biitan-akiing-enabijig’), die wiederum eine große Untergruppe der Lake Superior Chippewa oder Gichigamiwininiwag waren; wegen ihrer engen Beziehung zu benachbarten Dakota, wurden die Knife, Rice, Rush, Snake, Sunrise und Apple River Bands als Ojibwe und als Dakota angesehen, Mitglieder dieser Bands trugen (tragen) oft Dakota-Namen und gehören dem Ma'iingan- (Wolf-)Doodem an, Häuptlinge wie Sakpe (Shak'pi, meist Shackopee) unterzeichneten Verträge sowohl als Ojibwe als auch als Dakota)

  - White Earth Band of Ojibwe[24] (auch White Earth Nation oder Gaa-waabaabiganikaag Anishinaabeg)
- Mendota Mdewakanton Dakota Community[25] (weder auf Bundesebene (federally recognized) noch vom Bundesstaat Minnesota (state recognized) als Stamm (tribe) anerkannt, Letter of Intent to Petition 4/11/1996, einzige Gruppe, die nur aus Nachkommen der Mdewakanton besteht)

Vereinigte Staaten - Nebraska
- Santee Sioux Nation[26] (auch Santee Sioux Tribe of Nebraska,[27] die Santee Sioux Reservation umfasst ca. 447,84 km² im Knox County, im Norden durch den Missouri River begrenzt erstreckt sie sich südwärts über ca. 27 km, sowie von Ost nach West über ca. 21 km. Die Mehrheit der Bevölkerung wohnt im Dorf Santee entlang des Missouri River im Nordwesten der Reservation, Verwaltungssitz ist Niobrara, Nebraska, Stammesgruppe: Dakota, Stämme: Mdewakanton, Wahpekute, ca. 878 Stammesmitglieder lebten 2000 auf der Reservation, hiervon waren 64,10 % Indianer (meist Sioux) und 33,70 % Weiße)

### First Nations in Kanada
Die Nachkommen der Mdewakanton sind heute Stammesmitglieder in zwei First Nations (manchmal auch Bands genannt) in der Prärieprovinz Manitoba in Kanada:
Kanada - Manitoba
Dakota Ojibway Tribal Council
- Birdtail Sioux First Nation (der Verwaltungssitz Beulah befindet sich auf dem bevölkerungsreichsten und größten Reservat Birdtail Creek #57, ca. 96 km nordwestlich von Brandon, das direkt am Assiniboine River im Südwesten von Manitoba liegt, Stammesgruppe: Dakota, Stämme: Mdewakanton, Wahpekute sowie einige Yanktonai, Reservate: Birdtail Creek #57, Birdtail Hay Lands #57A, Fishing Station #62A,[28] ca. 28,85 km², von den 805 Stammesmitgliedern leben 410 auf der Reservation)

Independent First Nations
- Sioux Valley Dakota First Nation[29] (vormals: Oak River Sioux Band, für die heutige First Nation wurde 1873 unter der Führung von Wambdiska (Dolmetscher), Tahampagda (Rattling Moccasins) und dem Häuptling Taninyanhdinazin (Came into sight)  43 km nordwestlich von Brandon, Manitoba, das Oak River Reserve (‘Wipazoka Wakpa’, später Sioux Valley Dakota Nation genannt) errichtet, Verwaltungssitz ist Griswold, Manitoba, Stammesgruppe: Dakota, Stämme: Sisseton, Wahpeton, sowie einige Mdewakanton und Wahpekute, Reservate: Fishing Station #62A, Sioux Valley Dakota Nation, ca. 42,01 km², von den 2.434 Stammesmitgliedern leben 1.368 auf der Reservation)

Zudem gibt es wahrscheinlich auch Nachkommen von einigen Mdewakanton unter den White Bear First Nations, die zumeist aus Angehörigen der Cree, Westliche Saulteaux, Assiniboine (Nakota) und Dakota bestehen.